# 蒋光慈
蒋光慈（1901年9月11日—1931年8月31日），学名如恒、后改宣恒，自号侠生、侠增，笔名光赤、光慈、华希理、维素、华维素、魏克特、敦夫、陈情等。河南省固始县陈淋子镇人。小说作家。

## 生平
蒋光慈的祖辈原籍是河南人，家里贫穷，从祖父起流落到安徽，靠抬轿为生。父亲蒋从甫，开一杂货铺，后自学诗文，被当地一塾馆聘为教师。蒋光慈十一岁，到志诚小学读书，受国文教员詹谷堂影响甚大。蒋光慈参加了詹谷堂组织的读书会，阅读了大量进步书刊。1916年夏，蒋光慈完成高等小学学业，并考入河南省固始县第一中学。他不满校长嫌贫爱富的做法，于是召集学校里较为贫困的同学打了校长，因而被学校开除学籍，返回家乡。1917年夏，入安徽省立第五中学学习。次年，与李宗邺、钱杏邨、李克农等在五中成立安社，信仰无政府主义，发表反对军阀、列强、私有制文章。五四运动爆发后，改名光赤，歌颂十月革命，是芜湖学生运动领袖之一。1920年春，入上海社会主义青年团所办外国语学校学习，并加入社会主义青年团。次年，赴苏联莫斯科东方大学学习。1922年，加入中国共产党。1924年回国，先在河南固始开展建党活动，后到上海大学任教。1925年，去北京中共北方区委工作。第一次国共合作破裂后，根据瞿秋白指示，于1928年初与阿英等组织太阳社，创办春野书店，主编《太阳月刊》杂志。
1930年，左联成立，蒋光慈被选为候补常委，负责主编机关刊物《拓荒者》。积极提倡革命文学，并致力于文学创作。同年秋，因和“左联”领导发生争执，递交退党书，遂被开除出党。
1931年8月31日，病逝于上海同仁医院。

## 作品
著有诗集《新梦》、《哀中国》、《哭诉》，短篇小说集《鸭绿江上》，中篇小说《少年漂泊者》、《短裤党》、《野祭》、《菊芬》、《最后的微笑》，长篇小说《咆哮了的土地》、《丽莎的哀怨》、《冲出云围的月亮》，译著有苏联名著《一周间》。有《蒋光慈文集》行世。
其小说多以大革命为背景，采用“革命加恋爱”的主题，表现历史转变关头革命青年的苦闷、悲愤和奋起抗争的精神世界。